# Bo Wallner
Bo Wallner, född 15 juni 1923 i Lidköping, död 17 november 2004 i Saltsjöbaden, svensk musikvetare som många år var verksam vid Kungliga Musikhögskolan i Stockholm. Han publicerade bland annat de två tunga volymerna Vår tids musik i norden och en Stenhammarbiografi. Han brukar också nämnas som deltagare i Måndagsgruppen.
Kungliga Musikaliska Akademien delar sedan 2009 årligen ut Tonsättarpriset till Bo Wallners minne som tilldelas "en svensk tonsättare för dennes betydande och rika konstnärliga produktion". Prissumman är på 50 000 kr (2015).

## Priser och utmärkelser
- 1961 – Ledamot nr 698 av Kungliga Musikaliska Akademien
- 1968 – Medaljen för tonkonstens främjande
- 1970 – Professors namn